# Legenda (maxi-single)
Legenda este un maxi-single al supergrupului Pasărea Rock, apărut la data de 25 martie 2014, sub forma unui CD promoțional.

## Prezentare
Discul conține piesa omonimă, în două variante, alături de primul single al formației, „Praznic năprasnic”, lansat pe 12 februarie. Versurile cântecului „Legenda” aparțin lui Josef Kappl și constituie o replică peste decenii la „Invocație”, piesa ce deschide albumul Cantafabule (1975) al grupului Phoenix. Pe lângă cele două creații noi, discul de față include două compoziții mai vechi: „Pasărea Roc...2014” și „Pe Argeș în jos”. Prima dintre ele reprezintă o variantă reorchestrată, într-un nou aranjament muzical, a melodiei „Pasărea Roc...k and Roll”, apărută inițial pe Cantafabule. A doua este piesa de titlu a operei rock Meșterul Manole, fiind înregistrată și lansată în anul 2008, sub titulatura Baniciu & Kappl. Acest prim material discografic semnat Pasărea Rock a fost publicat prin intermediul casei de discuri Revolver Records din București.

## Piese
1. Legenda
2. Praznic năprasnic
3. Pasărea Roc...2014
4. Pe Argeș în jos (cu introducere)
5. Legenda (cu introducere) (bonus track)

Muzică: Josef Kappl (1, 2, 3, 4, 5)

Versuri: Josef Kappl (1, 5); Florin Dumitrescu (2); Șerban Foarță și Andrei Ujică (3); text popular cules de Vasile Alecsandri (4)

## Personal
- Mircea Baniciu – solist vocal
- Josef Kappl – chitară bas, claviaturi, voce
- Ovidiu Lipan Țăndărică – baterie
- Cristi Gram – chitară electrică
- Vlady Cnejevici – claviaturi
- Teo Boar – chitară electrică și acustică
- Marius Bațu – double-six, voce
- Mani Neumann – vioară

Înregistrări realizate la Virtual Art Studio, mixaj audio și mastering la Cristi Gram Studio. Piesa (4) este reluată de pe maxi-single-ul Pe Argeș în jos (2008).